# Florencia Rodríguez
Florencia Rodríguez (Buenos Aires, 29 de enero de 1975) es una arquitecta, curadora y músico argentina. En 2024 fue nombrada directora artística de la 6° Bienal de Arquitectura de Chicago.

## Biografía
Nacida en Buenos Aires, Rodríguez estudió arquitectura en la Universidad de Belgrano, titulándose en 2000. Una vez titulada, comenzó a colaborar con la revista argentina Summa+ en 2002, donde firmaba como «arquitecta y crítica».
En 2004, presentó su primera muestra de arquitectura en el Centro Cultural España en Buenos Aires (CCEBA), de la mano de su directora, Lidia Blanco: hEX -Hexágonos, una presentación de estudios jóvenes de arquitectura. Posteriormente presentó las muestras Nunca fuimos eternos (2008) y Post, Post, Post (2009), en el mismo espacio, pero esta vez enfocado en arquitectura iberoamericana.
A partir de 2004 ha impartido clases en la Facultad de Arquitectura, Diseño y Urbanismo de la Universidad de Buenos Aires (FADU/UBA), la Universidad de Palermo, la Universidad Torcuato Di Tella, la propia Universidad de Belgrano,el Illinois Institute of Technology y el Boston Architectural College.
En 2010 fundó la revista PLOT. En su dirección hasta 2017, PLOT se convirtió en una de las revistas de arquitectura más relevantes de Latinoamérica.Ese mismo año fundó Lots of architecture -publishers, una editorial estadounidense centrada en diseño, arquitectura y cultura urbana.
En 2013, Rodríguez recibió la beca Loeb Fellowship de la Graduate School of Design de la Universidad de Harvard en Estados Unidos, donde fue curadora y coordinadora del Simposio Internacional sobre Crítica contemporánea de arquitectura, What Criticism?. Y durante 2016 participó como jurado del concurso Mies Crown Hall Americas Prize (MCHAP) que premia la mejor arquitectura de América.
En 2020 participó en las sesiones de Redes IAAC, el proyecto online del Instituto de Arquitectura Avanzada de Cataluña, junto al chileno Nicolás Valencia y el español Ricardo Devesa.
En junio de 2022 fue nombrada directora de la Escuela de Arquitectura de la Universidad de Illinois Chicago. Dos años más tarde fue nombrada directora artística de la 6° Bienal de Arquitectura de Chicago, convirtiéndose en la primera persona latinoamericana en asumir el cargo.
Rodríguez es también vocalista y bajista del dúo musical de rock alternativo Olympia, bajo el seudónimo de Flor Gerson.